# Windischenbach
Windischenbach is een plaats in de Duitse gemeente Pfedelbach, deelstaat Baden-Württemberg, en telt 1183 inwoners (2005).

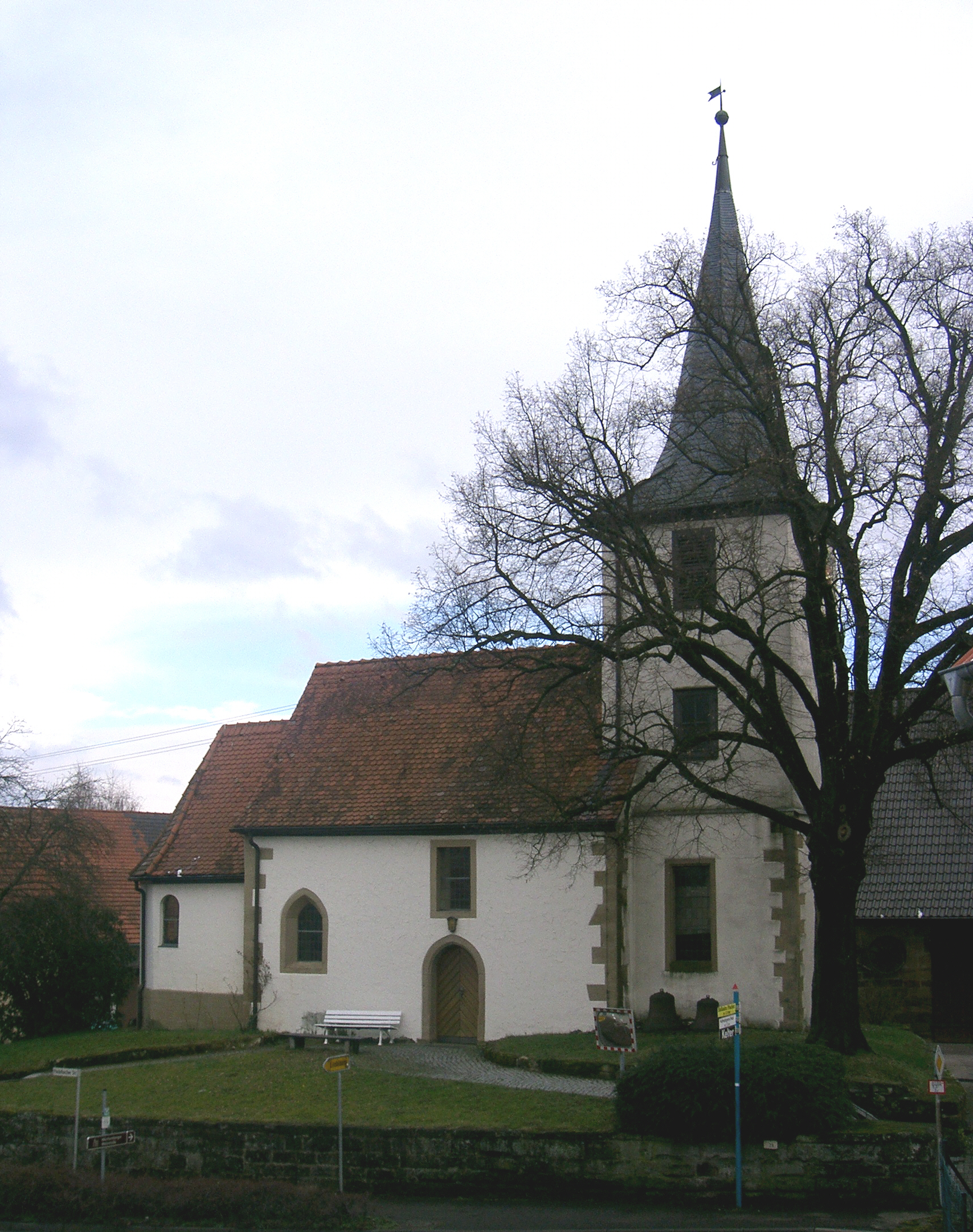
Kerk